# Rwenzorivliegenvanger
De rwenzorivliegenvanger (Batis diops) is een zangvogel uit de familie Platysteiridae (lelvliegenvangers).

## Verspreiding en leefgebied
Deze soort komt voor in oostelijk Congo-Kinshasa, zuidwestelijk Oeganda, westelijk Rwanda en westelijk Burundi.

## Status
De grootte van de populatie is niet gekwantificeerd maar de soort wordt omschreven als plaatselijk vrij algemeen. Op de Rode lijst van de IUCN heeft deze soort de status niet bedreigd.